# ترويسة (حوسبة)
الترويسة (بالإنجليزية: Header)‏ في تقانة المعلومات بيانات إضافيّة تُضاف
إلى بداية المُعطيات الفعليّة التي سيجري نقلها أو تخزينها، وقد تحتوي على معلومات عناوين المصدر والوجهة بالإضافة لمعلومات خاصة بوظائف التحكّم.
بعد إضافة الترويسة تسمى البيانات الناتجة بالحمولة، أما الناتج فيُسمّى وحدة بيانات البروتوكول، ولكل طبقة في النموذج وحدة بيانات بروتوكول خاصّة بها.
يجب أن يكون للترويسة بنيّة واضحة لا غموض فيها، ولهذا تُوصف هذه البنية بمعايير ومُواصفات مُحددة.